# Peter Eastgate
Peter Nicolas Eastgate (født 13. december 1985 i Dalum ved Odense) er en dansk pokerspiller og vinder af verdensmesterskabet i poker, World Series of Poker (WSOP) Main Event i Las Vegas i november 2008. 11. november blev han den yngste vinder af konkurrencen nogensinde (han slog dermed Phil Hellmuth's rekord, der lød på 24 år, da han vandt Main Event i 1989) og vandt således en præmiesum på $9.152.415. (Det der ca. svarer til 53 millioner kr).

## Ungdom
Eastgate er student fra Sct. Knuds Gymnasium, hvor han lærte at spille poker, blandt sine klassekammerater. På et tidspunkt rejste han til Århus, for at studere finansiering. Dette blev dog ikke til noget, for det var her Peter besluttede sig for, at være pokerspiller på fuld tid. Før WSOP havde Eastgate spillet 4 års poker, heraf 2 år som professionel spiller, hvor han mest brugte sin tid på cash games på internettet.

## World Series of Poker
Verdensmesterskabet i poker (World Series of Poker) startede i juli 2008, hvor 6844 spillere stillede til start. Eastgate kvalificerede sig til WSOP via pokerspillesiden Ladbrokes. Nu rejste han til Las Vegas, hvor han nu var en del af Team Ladbrokes. Under Main Event blev Peter senere sponsoreret af det store spilsite PokerStars. Da Peter kom på finalebordet, startede han som nr. 4 i chips med 18.375.000 chips at spille med. Efter at Craig Marquis, Kelly Kim, David ”Chino” Rheem, Darus Suharto, Scott Montgomery, Ylon Schwartz og Dennis Phillips var blevet slået, var der kun danske Peter Eastgate og den russiske pokerspiller Ivan Demidov. Peter havde 79.500.000 chips og Ivan havde 57.725.000 chips med til heads-up afgørelsen. I den afgørende hånd havde Eastgate 120.000.000 chips, mod Demidov’s 16.450.000. Ivan Demidov gik all-in, og Peter lavede et call. Efter 5 kort på bordet havde Peter vundet $9.152.416 eller omkring 53 mio. danske kroner. Dette års finalebord blev først spillet den 9. november 2008, 4 måneder efter turneringen startede. Finalebordet blev spillet over 2 dage, og det tog 15 timer og 28 minutter at få afgjort. I løbet af dagene blev der spillet 274 hænder. Da Eastgate, som bekendt vandt 2008 $10.000 No-Limit Hold’em World Series of Poker Main Event, blev de $9.152.416 det næststørste vundne penge, på bare en enkelt turnering. Peter besejrede 6.843 spillere der hver især havde lagt $10.000, for at kunne spille med.

## Andet
Før WSOP blev Peter nr. 32 i EPT København (Scandinavian Open) Sæson 4, som indbragte ham 16.416 kr. Året forinden blev Peter nr. 9 i 2007 Irish Poker Open, som gav ham €35.000. I mellemtiden mellem WSOP og finalebordet, fik Peter spillet poker i England, hvor han blev nr. 18 i European Poker Tour (EPT) sæson 5 i London. For denne placering scorede han £16.313. Peter Eastgate har også deltaget i PartyPoker.com Premier League 3 London, hvor han vandt mere end $100.000. Her var han oppe imod prominente navne som Juha Helppi, Dave Ulliot, Roland de Wolfe, Tony G., Tom Dwan, Vicky Coren og Annette Obrestad. I finalen blev han nr. 6. Peter medvirkede også i GSN’s populære TV-pokershow High Stakes Poker sæson 5, hvor han var oppe imod nogle af pokerens allerbedste spillere. Bl.a. Tom "Durrr" Dwan, Barry Greenstein, Doyle Brunson, og Daniel Negreanu. Han har desuden vundet en EPT sideevent ($5.000 No Limit Hold'em) under EPT PokerStars Caribbean Adventure (PCA), hvor han vandt $343.000.
Hans næststørste gevinst kom da han blev nr. 2 i EPT London til 530.000£ og kun Aaron Gustavson forhindrede ham i sin 2. major title i løbet af et år.